# Принцип взаимности
Принцип взаимности — универсальный физический принцип, устанавливающий соотношение параметров  системы двух объектов, в которой каждый объект  поочередно становится источником и приёмником поля.  Впервые  сформулирован Г. Л. Ф. Гельмгольцем (1860), затем обобщён Дж. У. Рэлеем (1873) и Х. А. Лоренцем (1896). Справедлив для механических, акустических, электрических и магнитных систем.

## Примеры
В электростатике,  если заряд {\displaystyle q_{1}}, находящийся в точке 1, создаёт в точке 2 потенциал {\displaystyle \varphi _{12}}, а заряд {\displaystyle q_{2}}, находящийся в точке 2, создаёт в точке 1  потенциал {\displaystyle \varphi _{21}},  то справедливо соотношение:
{\displaystyle {\frac {q_{1}}{q_{2}}}={\frac {\varphi _{12}}{\varphi _{21}}}.}
Если приравнять заряды, то принцип взаимности имеет еще более простое выражение:
{\displaystyle \varphi _{12}=\varphi _{21}.}